# Aleksandre Iasjvili
Inte att förväxla med Sandro Iasjvili.
Aleksandre Iasjvili (georgiska: ალექსანდრე მამულის ძე იაშვილი, Aleksandre Mamulis dze Iasjvili), född 23 oktober 1977 i Tbilisi, är en georgisk före detta fotbollsspelare.
Iasjvili inledde sin karriär i Dinamo Tbilisi, där han var en skicklig målskytt med 24 mål på lika många matcher (1995/1996) och 26 mål på 25 matcher (1995/1997). Detta gjorde att utländska klubbar började få upp ögonen för spelaren. I januari 1997 skrev han på för den tyska klubben VfB Lübeck. Året därpå skrev han på för en annan tysk klubb, denna gång SC Freiburg. Där gick laget upp till Bundesliga under hans första säsong och sedan 1998 har han gjort 30 mål på 148 bundesligamatcher. Under säsongen 2005/2006 valdes han att bära kaptensbindeln för sitt lag. 2007, efter tio år i klubben, släpptes han och snappades snabbt upp av en annan tysk klubb, Karlsruher SC. Under sommaren 2012 flyttade han till VfL Bochum som spelar i 2. Bundesliga.
För det georgiska landslaget har Iasjvili gjort 15 mål på 67 matcher.